# 1200.
Stoletja: 12. stoletje - 13. stoletje - 14. stoletje
Desetletja: 1150. 1160. 1170. 1180. 1190. - 1200. - 1210. 1220. 1230. 1240. 1250.
Leta: 1200 1201 1202 1203 1204 1205 1206 1207 1208 1209
Trendi
- Začetek uporabe magnetnega kompasa v Evropi.
- Holandija: gradnja vodnih zapornic na plovnih prekopih.
- Islam: začetek okrasne ornametacije z girih ploščicami.
- Južna Evropa: širjenje Kabale med Judi.